# Dipsacus gmelinii
Dipsacus gmelinii är en tvåhjärtbladig växtart som beskrevs av Friedrich August Marschall von Bieberstein. Dipsacus gmelinii ingår i släktet kardväddar, och familjen Dipsacaceae. Inga underarter finns listade i Catalogue of Life.